# Leo Awards
Leo Awards — программа наград кинематографической и телевизионной индустрии Британской Колумбии. Leo Awards, которая проводится каждый год в мае или июне в городе Ванкувер, Британской Колумбии, Канады, была учреждена Фондом кинематографических искусств и наук Британской Колумбии в 1999 году. Существует целый рад категорий для награждения: живое действие, анимационные, взрослые, детские, документальные фильмы, документальные фильмы для телевидения, художественные фильмы, короткометражные фильмы.

## История
Индустрия кино и телевидения Британской Колумбии обеспечивает более 25 000 рабочих мест и ежегодно генерирует более 2 миллиардов долларов (канадских) в экономической деятельности, что делает отрасль неотъемлемой частью экономической и социальной жизнеспособности Британской Колумбии. Премия Leo была создана для обеспечения поддержки и признания работ телевизионных и кино- продюсеров, писателей, режиссеров, исполнителей и других.
В 2005 году Кинофестиваль Leo Awards был добавлен к мероприятию как средство демонстрации лучших произведений кино и телевидения, почитаемых на фестивале. Однако из-за ограниченных финансовых ресурсов фестиваль был отменен в 2010 году.

## Категории награждения
Награды присуждаются фильмам, выпущенным в предыдущем календарном году. Премию также может получить группа и / или человек за выдающиеся достижения. В 2010 году награды были вручены в 75 категориях. В 2012 году организация создала три новые категории наград: лучшее исполнение (голосовое) в анимационной программе или сериале; лучший кастинг в полнометражной драме; и лучший кастинг в драматическом сериале. Категории премии включают в себя:

### Кинофильм
- Лучший фильм

- Лучшее направление
- Лучший сценарий
- Лучшая операторская работа
- Лучшее редактирование фотографий
- Лучшие визуальные эффекты
- Лучший звук
- Лучшее музыкальное сопровождение
- Лучшие декорации
- Лучший костюм
- Лучший макияж
- Лучший кастинг
- Лучшая координация трюков
- Лучшая мужская поддержка
- Лучшая женская поддержка
- Лучшая главная мужская роль
- Лучшая главная женская роль

### Телевизионный фильм
- Лучший телевизионный фильм
- Лучшее направление
- Лучший сценарий
- Лучшая кинематография
- Лучший звук
- Лучший музыкальное сопровождение
- Лучшие декорации
- Лучший костюм
- Лучший макияж
- Лучший кастинг
- Лучшая координация трюков
- Лучшая мужская поддержка
- Лучшая женская поддержка
- Лучшая главная мужская роль
- Лучшая главная женская роль

### Короткометражный фильм
- Лучшая короткометражка
- Лучшее направление
- Лучший сценарий
- Лучшая операторская работа
- Лучшее редактирование фотографий
- Лучшие визуальные эффекты
- Лучший звук
- Лучшее музыкальное сопровождение
- Лучшие декорации
- Лучший костюм
- Лучший макияж
- Лучшая причёска
- Лучшая мужская роль
- Лучшая женская роль

### Драматический сериал
- Лучший драматический сериал
- Лучшее направление
- Лучший сценарий
- Лучшая кинематография
- Лучшее редактирование фотографий
- Лучшие визуальные эффекты
- Лучший звук
- Лучшее музыкальное сопровождение
- Лучшие декорации
- Лучший костюм
- Лучший макияж
- Лучшая прическа
- Лучший кастинг
- Лучшая координация трюков
- Лучшая мужская роль
- Лучшая женская роль
- Лучшая мужская поддержка
- Лучшая женская поддержка

### Документальный фильм
- Лучший документальный фильм

- Лучшее направление
- Лучший сценарий
- Лучшая кинематография
- Лучшее редактирование фотографий
- Лучший звук
- Лучшее музыкальное сопровождение

### Короткометражная документальная программа
- Лучшая короткометражная документальная программа

- Лучшее направление
- Лучший сценарий
- Лучшая кинематография
- Лучшее редактирование фотографий
- Лучший звук
- Лучшее музыкальное сопровождение

### Документальный сериал
- Лучший документальный сериал

- Лучшее направление
- Лучший сценарий
- Лучшая кинематография
- Лучшее редактирование фотографий

### Информационные, lifestyle программы или реалити-шоу, сериалы
- Лучшие Информационные, lifestyle программы или реалити-шоу, сериалы
- Лучшее направление
- Лучшая кинематография
- Лучшее редактирование фотографий
- Лучший звук
- Лучший ведущий

### Музыкальная, комедийная или эстрадная программа/сериал
- Лучшая музыкальная, комедийная или эстрадная программа/сериал
- Лучший сценарий
- Лучший ведущий

### Анимационная программа или сериал
- Лучшая анимационная программа или сериал
- Лучшее направление
- Лучший сценарий
- Лучший звук
- Лучший музыкальное сопровождение
- Лучшее озвучивание

### Молодежная или детская программа/сериал
- Лучшая молодежная или детская программа/сериал
- Лучшее направление
- Лучший сценарий
- Лучшая кинематография
- Лучшее редактирование фотографий
- Лучший звук
- Лучшие декорации
- Лучшее представление

### Веб-сериал
- Лучший веб-сериал
- Лучшая мужская роль
- Лучшая женская роль

### Музыкальное видео
- Лучшее музыкальное видео

### Студенческая постановка
- Лучшая студенческая постановка